# Zsolna vasútállomás
Zsolna vasútállomás vasútállomás Szlovákiában, Zsolna településen.

## Vasútvonalak
Az állomást az alábbi vasútvonalak érintik:
- Zsolna–Kassa-vasútvonal
- Pozsony–Zsolna-vasútvonal
- Zsolna–Rajec-vasútvonal
- Zsolna–Fenyvesszoros-vasútvonal

## Kapcsolódó állomások
A vasútállomáshoz az alábbi állomások vannak a legközelebb: